# سمايل 2 (فلم 2024)
سمايل 2 (بالإنجليزية: Smile 2) هو فيلم رعب نفسي خارق للطبيعة أمريكي صدر في عام 2024 من تأليف وإخراج باركر فين. الفيلم هو تكملة لفيلم Smile (2022)، بطولة نعومي سكوت في دور نجمة بوب تبدأ في تجربة سلسلة من الأحداث المزعجة بشكل متزايد عندما تكون على وشك الشروع في جولة. ويضم الفيلم أيضًا روزماري ديويت، ولوكاس جيج، ومايلز جوتيريز رايلي، وبيتر جاكوبسون، وراي نيكلسون، وديلان جيلولا، وراؤول كاستيلو، بالإضافة إلى كايل جالنر الذي يعيد تمثيل دوره من الفيلم الأول.
في مارس 2023، بعد النجاح التجاري الذي حققه فيلم Smile ، وقع فين صفقة أولية مع شركة Paramount Pictures لتطوير مشاريع رعب إضافية. في أبريل 2023 التالي، دخل تكملة لفيلم Smile مرحلة ما قبل الإنتاج، مع عودة فين ككاتب ومخرج. تم التصوير الرئيسي في أوائل عام 2024 في نيويورك.
تم إصدار فيلم Smile 2 في دور العرض السينمائية في الولايات المتحدة في 18 أكتوبر 2024. مثل سابقتها، تلقى الفيلم مراجعات إيجابية من النقاد، وحقق إيرادات بلغت 132.1 مليون دولار. مليون في جميع أنحاء العالم.

## قصة
بعد ستة أيام من وفاة روز كوتر، يحاول ضابط الشرطة جويل  الآن تمرير كيان الابتسامة عبر مجرمين قاتلين. وينتهي به الأمر بقتل الشاهد المقصود عن طريق الخطأ في تبادل لإطلاق النار، لكن تاجر المخدرات لويس فريجولي يشهد هذا ويرث اللعنة عن غير قصد. جويل، الآن حر من اللعنة، يحاول الفرار ولكن يتم دهسه وقتله بواسطة شاحنة.
في هذه الأثناء، تستعد نجمة البوب سكاي رايلي لجولة عودتها، بعد صراع علني مع تعاطي المخدرات وحادث سيارة أدى إلى مقتل صديقها الممثل بول قبل عام. على الرغم من المراقبة المستمرة من مساعدها جوشوا ووالدتها ومديرتها إليزابيث، تتسلل سكاي لشراء فيكودين من لويس، زميلتها السابقة في المدرسة، بعد إصابة ظهرها أثناء التدريبات. وبمجرد وصولها إلى هناك، تشهد سكاي صراخ لويس غير المنتظم والذعر، قبل أن تصاب بنوبة صرع وتنهار. ينهض مبتسما بشكل مهدد قبل أن يحطم وجهه بشكل قاتل باستخدام صفيحة حديدية. تهرب سكاي دون أن تخبر الشرطة.
تبدأ سكاي بتجربة الهلوسة، بما في ذلك رؤية أشخاص يبتسمون لها، مما يتسبب في تدهور صحتها العقلية بسرعة. تحتاج سكاي إلى الدعم، فتتصالح مع صديقتها المنفصلة جيما. تتلقى سكاي رسالة نصية من رقم غير معروف، تدعي أنها تعرف أنها كانت في شقة لويس وأنها في خطر. أثناء إلقائها كلمة في فعالية لجمع التبرعات نظمها المدير الموسيقي داريوس، تعاني سكاي من الهلوسة بسبب توقف جهاز التلقين عن العمل، وتبدأ في إلقاء خطاب مرتجل حول كيف أن نجاحها لم يصلح حياتها. أثناء مشاهدتها لبول وهو يقترب مبتسماً من الجمهور، تصاب سكاي بالذعر وتتسبب عن طريق الخطأ في إصابة ضيف مسن على خشبة المسرح.
تلتقي سكاي بموريس، الرجل الذي أرسل لها الرسالة النصية، في أحد الحانات. لقد كان يتتبع الكيان منذ وفاة شقيقه غير الطبيعية. يوضح أن اللعنة تنتقل إلى أي شخص يشهد موت الضحية، وينظر إلى الكيان على أنه طفيلي ويمكن أن يموت بدون مضيف. يقترح إيقاف قلب سكاي ثم إنعاشها لكسر اللعنة، لكنها ترفض وتغادر بعد التعرف عليها. بعد انهيار عصبي طويل في شقتها، أصبحت سكاي محاصرة من قبل الكيان، الذي يأخذ شكل راقصيها الاحتياطيين. تحاول سكاي الفرار ولكن يتم إلقاؤها بعنف في جميع أنحاء الشقة وتثبيتها بينما يشق ذراع عملاق طريقه إلى حلقها، مما يتسبب في فقدانها الوعي.
يكشف الفلاش باك أن سكاي تسببت في وفاة بول من خلال تحطيم السيارة عمدًا أثناء شجار بسبب المخدرات. لاحقًا، تستيقظ سكاي في مكان معزول وتتجادل مع إليزابيث حول الجولة القادمة. فجأة، تبتسم إليزابيث، وتحطم المرآة، وتطعن نفسها بشظية مرارا وتكرارا. تحاول سكاي المغادرة، ولكن لدهشتها، تدرك أنها طعنت إليزابيث حتى الموت. تتمكن سكاي من الهروب من المكان وتلتقي بجيما، وتسرق سيارة لمقابلة موريس. تتلقى سكاي بعد ذلك مكالمة هاتفية من جيما، مما يجعلها تدرك أن جيما التي كانت معها طوال الأسبوع كانت الكيان. بعد استعادة السيطرة على السيارة، تلتقي سكاي بموريس في مطعم بيتزا هت ، حيث يخططان لاستخدام الثلاجة لإبطاء العملية ومنع الضرر الدائم. يغادر موريس مؤقتًا ويظهر الكيان على هيئة سكاي نفسها السابقة من حطام السيارة. بعد صراع، استطاعت سكاي التغلب عليه وحقنت نفسها بالحقنة المخصصة لإيقاف قلبها. الكيان، دون تغيير، يؤكد ساخرا أنه ليس لديه السيطرة. ثم يقوم بحبس سكاي في قفصها الصدري ويطلب منها "كسر ساقها".
تجد سكاي نفسها على خشبة المسرح لأداء في Herald Square Garden.  عندما ترى إليزابيث وجوشوا وداريوس الذين ما زالوا على قيد الحياة يشاهدون من بين الجمهور، تدرك أن اليومين الماضيين بأكملهما كانا مجرد هلوسة. يظهر الكيان على هيئة سكاي الحالية قبل أن يمزق معدتها ليكشف عن شكلها الحقيقي: مخلوق بشري كبير بلا جلد وله أفواه مبتسمة متعددة تقع داخل بعضها البعض. تصرخ سكاي في رعب قبل أن تقع في غيبوبة، وبعد ذلك يمزق الكيان فم سكاي ويزحف إلى الداخل، بينما يبدو للحشد أن سكاي بدأت في الاختناق وانهارت. تقف سكاي الممسوسة وتبتسم بينما تطعن نفسها في عينها بميكروفونها أمام آلاف المتفرجين المذعورين.

## طاقم التمثيل

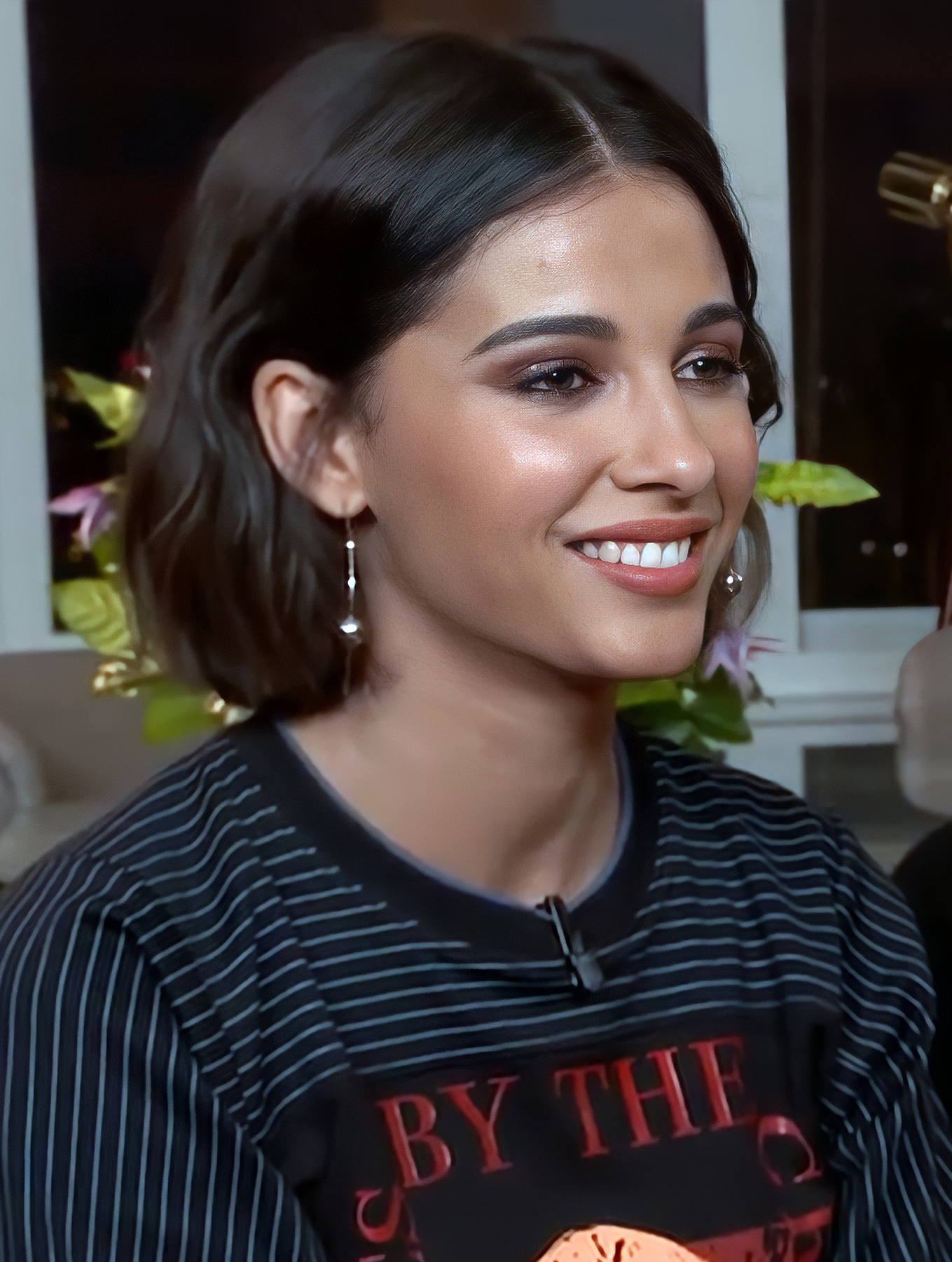
ناعومي سكوت تلعب دور مغنية البوب سكاي رايلي

- نعومي سكوت بدور سكاي رايلي، فنانة تسجيل موسيقى البوب الشهيرة
- روزماري ديويت بدور إليزابيث رايلي، والدة سكاي ومديرتها
- لوكاس جيج في دور لويس، تاجر المخدرات وزميل سكاي السابق في الدراسة
- مايلز جوتيريز رايلي  [لغات أخرى]‏ في دور جوشوا وإليزابيث ومساعد سكاي
- بيتر جاكوبسون في دور موريس، الممرضة التي تتبع تصرفات كيان الابتسامة
- راي نيكلسون في دور بول هدسون، الممثل المتوفى، الذي كان صديق سكاي السابق
- ديلان جيلولا في دور جيما، أفضل صديقة لسكاي
- راؤول كاستيلو في دور داريوس، رئيس شركة تسجيلات سكاي
- كايل جالنر في دور جويل، ضابط الشرطة، الذي كان ملعونًا سابقًا من قبل كيان الابتسامة

بالإضافة إلى ذلك، تظهر درو باريمور بدور نفسها، حيث تجري مقابلة مع سكاي في برنامجها الحواري ، بينما ظهر المخرج باركر فين نفسه بدور المصور. يظهر تشابه سوزي بيكون مع روز كوتر من خلال هلوسة جويل. 

## موسيقى
Smile 2: The Skye Riley EP هي مسرحية ممتدة للموسيقى التصويرية (EP) للممثلة والمغنية الإنجليزية نعومي سكوت ، في دور شخصيتها "Skye Riley". تم إصداره من خلال Interscope Records في 11 أكتوبر 2024. 

### خلفية
في 8 يونيو 2024، بدأ حساب Instagram @SkyeRileyNation في إثارة الإثارة حول عصر جديد لنجمة بوب تدعى Skye Riley.  في 13 يونيو، رصد موقع Bloody Disgusting لوحات إعلانية ترويجية للفنانة وموسيقاها الجديدة.  في 18 يونيو، تم إصدار أغنية بعنوان "Blood on White Satin" من خلال Interscope Records وتم عرضها في المقطع الدعائي الأول للفيلم.  تم الترويج للفيلم من قبل أحد أفراد الجمهور في حفل توزيع جوائز MTV Video Music Awards لعام 2024.  تم إصدار الأغنية المنفردة الثانية "Grieved You" في 13 سبتمبر 

### قائمة المسار
| #  | عنوان                          | المدة |
| -- | ------------------------------ | ----- |
| 1. | "Grieved You"                  | 2:40  |
| 2. | "New Brain"                    | 3:05  |
| 3. | "Just My Name"                 | 3:32  |
| 4. | "Blood on White Satin"         | 2:43  |
| 5. | "Death of Me"                  | 2:46  |
| 6. | "Just My Name" (piano version) | 3:15  |

## ملحوظات
1. ↑  As depicted in Smile (2022)
2. ↑  A fictional version of ماديسون سكوير جاردن

## روابط خارجية
- الموقع الرسمي